# Castillo de Bruck
El castillo de Bruck se encuentra en Tirol, Austria, y fue erigido en 1278 como residencia de los condes de Görz.
Fue terminado en 1278 como residencia de los condes de la Condes de Görz. En 1490, la capilla fue decorada con frescos de Simon von Taisten. En 1500, Leonhard Görz legó el castillo de los Habsburgo al archiduque Maximiliano I de Austria, que lo incorporó a sus posesiones del Tirol.
Durante las campañas de 1796 en las Guerras Revolucionarias Francesas fue ocupada por las tropas francesas al mando del general Bartolomé Catalina Joubert. Hoy en día el castillo de Bruck es un museo que dispone de varias obras del pintor Albin Egger-Lienz.